# Mistrzostwa Europy w Piłce Nożnej Kobiet 2025 (eliminacje)/Grupa A3
W Grupie A3 eliminacji Mistrzostw Europy w Piłce Nożnej Kobiet 2025 brały udział następujące zespoły:
- Francja
- Anglia
- Szwecja
- Irlandia

## Tabela
| Zespół   | Pkt | M | W | R | P | Br+ | Br− | +/− |
| -------- | --- | - | - | - | - | --- | --- | --- |
| Francja  | 12  | 6 | 4 | 0 | 2 | 8   | 7   | +1  |
| Anglia   | 11  | 6 | 3 | 2 | 1 | 8   | 5   | +3  |
| Szwecja  | 8   | 6 | 2 | 2 | 2 | 6   | 4   | +2  |
| Irlandia | 3   | 6 | 1 | 0 | 5 | 4   | 10  | -6  |

## Wyniki
| 5 kwietnia 2024 21:00 CEST | Anglia · Russo 24' | 1:1(1:0)Raport | Szwecja · 64' Rolfö | Stadion Wembley, Londyn Widzów: 63 428 Sędzia: Ivana Projkovska |
|                            |                    |                |                     |                                                                 |

| 5 kwietnia 2024 21:10 CEST | Francja · Katoto 6' | 1:0(1:0)Raport | Irlandia | Stade Municipal Saint-Symphorien, Metz Widzów: 16 772 Sędzia: Maria Caputi |
|                            |                     |                |          |                                                                            |

| 9 kwietnia 2024 19:00 CEST | Szwecja | 0:1(0:0)Raport | Francja · 80' Renard | Gamla Ullevi, Göteborg Sędzia: Ewa Augustyn |
|                            |         |                |                      |                                             |

| 9 kwietnia 2024 20:30 CEST | Irlandia | 0:2(0:2)Raport | Anglia · 12' James · 18' (k) Greenwood | Aviva Stadium, Dublin Widzów: 32 742 Sędzia: Lina Lehtovaara |
|                            |          |                |                                        |                                                              |

| 31 maja 2024 20:30 CEST | Irlandia | 0:3(0:1)Raport | Szwecja · 26', 86' Rytting Kaneryd · 62' Rolfö | Aviva Stadium, Dublin Widzów: 22 868 Sędzia: Katalin Kulcsár |
|                         |          |                |                                                |                                                              |

| 31 maja 2024 21:00 CEST | Anglia · Mead 30' | 1:2(1:1)Raport | Francja · 41' De Almeida · 68' Katoto | St James’ Park, Newcastle upon Tyne Widzów: 42 561 Sędzia: Marta Huerta De Aza |
|                         |                   |                |                                       |                                                                                |

| 4 czerwca 2024 18:30 CEST | Szwecja · Eriksson 84' | 1:0(0:0)Raport | Irlandia | Friends Arena, Solna Widzów: 21 216 Sędzia: Alina Peşu |
|                           |                        |                |          |                                                        |

| 4 czerwca 2024 21:00 CEST | Francja · Diani 72' (k) | 1:2(0:2)Raport | Anglia · 21' Stanway · 34' Russo | Stade Geoffroy-Guichard, Saint-Étienne Widzów: 10 194 Sędzia: Ivana Martinčić |
|                           |                         |                |                                  |                                                                               |

| 12 lipca 2024 21:10 CEST | Francja · Karchaoui 32' · Katoto 74' | 2:1(1:0)Raport | Szwecja · 49' Rybrink | Stade Gaston Gérard, Dijon Sędzia: Jelena Cvetković |
|                          |                                      |                |                       |                                                     |

| 12 lipca 2024 21:00 CEST | Anglia · Russo 5' · Stanway 57' (k) | 2:1(1:0)Raport | Irlandia · 90+4' Russell | Carrow Road, Norwich Widzów: 23 003 Sędzia: Catarina Campos |
|                          |                                     |                |                          |                                                             |

| 16 lipca 2024 19:00 CEST | Szwecja | 0:0(0:0)Raport | Anglia | Gamla Ullevi, Göteborg Sędzia: Maria Caputi |
|                          |         |                |        |                                             |

| 16 lipca 2024 CEST | Irlandia · O'Sullivan 67' · Russell 76' · Patten 90' | 3:1(0:0)Raport | Francja · 79' Bècho | Páirc Uí Chaoimh, Cork Sędzia: Olatz Rivera Olmedo |
|                    |                                                      |                |                     |                                                    |

## Strzelczynie

### 3 gole
- Alessia Russo
- Marie-Antoinette Katoto

### 2 gole
- Georgia Stanway
- Julie-Ann Russell
- Fridolina Rolfö
- Johanna Rytting Kaneryd

### 1 gol
- Alex Greenwood
- Lauren James
- Beth Mead
- Elisa De Almeida
- Kadidiatou Diani
- Sakina Karchaoui
- Wendie Renard
- Denise O'Sullivan
- Anna Patten
- Magdalena Eriksson